# Orden der Taube
Der Orden der Taube war ein spanischer Ritterorden. Stifter dieses  Ordens war Johann I. als König von Kastilien.
Das Ordenszeichen war ein goldenes Halsband mit einer goldenen, weiß emaillierten Taube mit rotem Schnabel. Diese hing an einer Kette aus aneinandergesetzten goldenen Sonnen.
Stiftungsjahr war 1290 in Segovia. Andere Quellen nennen als Stiftungsdatum 1379. Die Angabe „König Heinrich stiftete den Orden 1399“ ist auf die Ähnlichkeit des englischen Ordens Orden von der Taube zurückzuführen.
Sinn des Ordens war die Verteidigung des katholischen Glaubens und der Schutz der Waisen. Die Ritter mussten eheliche Keuschheit geloben. Der Orden leistete für die Gesellschaft große Dienste, aber er erlosch mit dem Tod des Stifters.